# JoJo Siwa
Joelle Joanie Siwa, ismertebb nevén JoJo Siwa (Omaha, 2003. május 19.–) amerikai táncosnő, énekesnő, youtuber. Leginkább a Lifetime csatorna Dance Moms című műsorából ismert. A világ 100 legbefolyásosabb embere közé tartozik.

## Élete
JoJo Siwa 2003. május 19-én született a Nebraska állambeli Omahában. Anyja, Jessalynn Siwa tánctanár, apja, Tom Siwa csontkovács. Bátyja, Jayden Siwa vlogger.
Két éves kora óta versenyszerűen táncol. Siwa az Abby's Ultimate Dance Competition második évadában kezdte pályafutását a legjobb 5 versenyző egyikeként és a legfiatalabbként. A 9. héten esett ki. 2015-ben kezdett el szerepelni a Dance Moms című műsorban.
2016 májusában kiadta Boomerang című lemezét.
2020 szeptemberében felkerült a világ 100 legbefolyásosabb emberének listájára, 2021-ben pedig a Fast Company Queer listájára.

## Diszkográfia

### Albumok
1. D.R.E.A.M. The Music (2018. november 16).[9]
2. Celebrate (2019. április 12.)[10]
3. JoJo's Rockin' Christmas (2020. november 13.)[11]

### Lemezek
1. Boomerang (2016)
2. Kid in a Candy Store (2017)
3. Hold the Drama (2017)
4. Every Girl's a Super Girl (2018)
5. High Top Shoes (2018)
6. Only Getting Better (2018)
7. Bop! (2019)
8. Nonstop (2020)

## Filmografia

### Filmek
| Év   | Cím                     | Szerep      |
| ---- | ----------------------- | ----------- |
| 2018 | Blurt!                  | Victoria    |
| 2019 | The Angry Birds Movie 2 | Jay és Kira |
| 2021 | The J Team              | JoJo        |

## Bibliográfia
- JoJo's Guide to the Sweet Life: #PeaceOutHaterz (2017)[12]
- Things I Love: A Fill-In Friendship Book (2018)[13]
- JoJo Loves BowBow: A Day in the Life of the World's Cutest Canine (2018)[14]
- JoJo's Guide to Making Your Own Fun: #DoItYourself (2018)[15]
- JoJo and BowBow Take the Stage (2018)[16]
- JoJo and BowBow: Candy Kisses (2019)[17]
- JoJo and BowBow: The Posh Puppy Pageant (2019)[18]
- Jingle Bows and Mistletoe (Jojo and Bowbow Super Special) (2020)[19]
- The Great Beach Cake Bake (2020)[20]
- Spring Break Double Take (Jojo and Bowbow Book #8) (2021)[21]

## Díjak és jelölések
| Év   | Díj                             | Kategória                       | Result   |
| ---- | ------------------------------- | ------------------------------- | -------- |
| 2017 | Nickelodeon Kids' Choice Awards | Kedvenc zenei vírusvideó előadó | Elnyerte |
| 2018 | Nickelodeon Kids' Choice Awards | Kedvenc zenés YouTube videós    | Elnyerte |
| 2019 | Nickelodeon Kids' Choice Awards | Kedvenc műsorvezető             | Jelölve  |
| 2019 | Nickelodeon Kids' Choice Awards | Kedvenc közösségi zenész        | Elnyerte |
| 2020 | Nickelodeon Kids' Choice Awards | Kedvenc közösségi zenész        | Elnyerte |

## Fordítás
- Ez a szócikk részben vagy egészben  a   JoJo Siwa című angol Wikipédia-szócikk fordításán alapul.  Az eredeti cikk szerkesztőit annak laptörténete sorolja fel. Ez a jelzés csupán a megfogalmazás eredetét és a szerzői jogokat jelzi, nem szolgál a cikkben szereplő információk forrásmegjelöléseként.